# Retro Active (álbum)
Retro Active es un álbum de la banda de hard rock británica Def Leppard, lanzado en 1993. El disco es un recopilatorio de lados B, bonus tracks y material inédito de sesiones de grabación de la banda entre 1984 y 1993. Después de lanzar solamente tres discos en toda una década, Def Leppard usó a Retro Active para romper el hábito, cerrando con ello la era Steve Clark en la agrupación. Retro Active alcanzó la denominación de Platino en algunos países.

## Historia
Según el cantante Joe Elliott, el concepto detrás del álbum surgió después de grabar una versión acústica de "Two Steps Behind", a sugerencia del guitarrista Phil Collen. La canción había sido originalmente pensada por Elliott como una balada eléctrica en 1989. Cuando los productores de la película "Last Action Hero" entraron en contacto con la banda en 1993 para proporcionar una nueva canción para la banda sonora, el grupo no pudo grabar nuevo material debido a los itinerarios de gira y envió la cinta multipista de la versión acústica de "Two Steps Behind", a la que en abril de 1993 se le agregaron arreglos de cuerdas a cargo de Michael Kamen. Esa versión fue incluida en la banda sonora de la película y se convertiría en el último Top 20 de la banda en los Estados Unidos, alcanzando el número 12, inspirando a la banda a armar el álbum y volver a grabar la versión eléctrica de la canción.
Aunque muchos temas habían aparecido en diferentes sencillos, algunas partes fueron regrabadas en medio de la gira de presentación de "Adrenalize".
La versión original "lado B" de "She's Too Tough" y la versión eléctrica de "Miss You in a Heartbeat" fueron lanzadas originalmente como bonus tracks para el prensado japonés de "Adrenalize". Originalmente compuesta en 1985, apareció por primera vez en el álbum de Helix "Wild in the Streets",  en 1987.
Dos canciones sin terminar de las sesiones de grabación de "Hysteria", "Desert Song" y "Fractured Love", se completaron exclusivamente para el álbum.
El álbum también tenía covers, "Action" de la banda Sweet y "Only After Dark" de Mick Ronson. Aunque el guitarrista Collen había escrito y grabado un demo de "Miss You in a Heartbeat" en 1991, fue lanzado primero en el debut homónimo de The Law, una banda con Paul Rodgers y el baterista de The Who, Kenney Jones. Después de que la banda había grabado nuevas partes vocales, de bajo y batería en la versión eléctrica de la canción en abril de 1992, Collen escuchó a Elliott experimentar con la canción con un piano. Entonces Elliott grabó una versión con piano y voz de la canción, y luego Collen, el bajista Rick Savage y el baterista Rick Allen agregaron guitarras acústicas y eléctricas, bajo y partes de batería en junio de 1993, creando la versión acústica que sería lanzada como sencillo.
La versión de "Ride into the Sun" no es la versión que apareció en "The Def Leppard E.P.", sino que difiere ligeramente de la grabación de 1987 utilizada como lado B en la época de "Hysteria". La que se usó como lado B tenía como introducción un solo de batería de Rick Allen, mientras que ésta tiene una introducción de piano proporcionada por Ian Hunter.
"Retro Active" cuenta con una pista oculta (al final): la versión de piano y voz de "Miss You in a Heartbeat", que también cuenta con un solo de guitarra acústica alternativo a cargo de Collen. Este es el primer disco de Def Leppard que incluye canciones grabadas con el guitarrista Vivian Campbell, que se había sumado al grupo recientemente.

## Portada
La portada del álbum, a cargo de Nels Israelson y Hugh Syme, es una fotografía de una mujer sentada en un tocador, mirándose en un espejo. Sin embargo, si la portada se ve a cierta distancia, toma la forma de un cráneo. Fue inspirado por la obra más famosa de Charles Allan Gilbert, All Is Vanity (1892). Existe una versión alternativa de la portada del álbum, que sólo se publicó para uso promocional. La única diferencia es que el logo de Def Leppard está representado en el estilo más tradicional, visto en "Pyromania", "Hysteria" y "Adrenalize". La banda sentía que dado el tono sonoro más oscuro de "Retro Active", sería mejor dejar de lado los colores brillantes del logotipo.

## Lista de canciones
| N.º | Título                                       | Autores                                                 | Tiempo | Información adicional |
| --- | -------------------------------------------- | ------------------------------------------------------- | ------ | --- |
| 1.  | "Desert Song"                                | Joe Elliot, Steve Clark, Rick Savage                    | 5.19   | Tomada de las sesiones de grabación de "Hysteria" (1984–87)                                                                                   |
| 2.  | "Fractured Love"                             | Elliott, Clark, Savage                                  | 5.09   | Tomada de las sesiones de grabación de "Hysteria" (1984–87)                                                                                   |
| 3.  | "Action"                                     | Brian Connolly, Andy Scott, Steve Priest, Mick Tucker   | 3.41   | La versión original apareció en el sencillo "Make Love Like a Man" (1992)                                                                     |
| 4.  | "Two Steps Behind" [Acoustic Version]        | Elliott                                                 | 4.18   | La versión original apareció en el sencillo "Make Love Like a Man" (1992). Incluida en la banda de sonido del filme "Last Action Hero" (1993) |
| 5.  | "She's Too Tough"                            | Elliott                                                 | 3.41   | La versión original apareció en el sencillo "Heaven Is" (1993) y como bonus track en la edición japonesa de "Adrenalize" (1992)               |
| 6.  | "Miss You in a Heartbeat"                    | Phil Collen                                             | 4.04   | La versión original apareció en el sencillo "Make Love Like a Man" (1992)                                                                     |
| 7.  | "Only After Dark"                            | Mick Ronson                                             | 3.52   | La versión original apareció en el sencillo "Let's Get Rocked" (1992)                                                                         |
| 8.  | "Ride Into the Sun"                          | Elliot, Collen, Clark, Savage                           | 3.12   | La versión original apareció en el sencillo "Hysteria" (1987). La primera grabación apareció en "The Def Leppard E.P." (1979)                 |
| 9.  | "From the Inside"                            | Elliott                                                 | 4.13   | La versión original apareció en el sencillo "Have You Ever Needed Someone So Bad" (1993)                                                      |
| 10. | "Ring of Fire"                               | Elliot, Collen, Clark, Savage, Robert John "Mutt" Lange | 4.42   | La versión original apareció en el sencillo "Armageddon It" (1988)                                                                            |
| 11. | "I Wanna Be Your Hero"                       | Elliot, Collen, Clark, Savage, Lange                    | 4.29   | La versión original apareció en el sencillo "Hysteria" (1987)                                                                                 |
| 12. | "Miss You in a Heartbeat" [Electric Version] | Collen                                                  | 4.58   | Esta versión apareció como bonus track en "Adrenalize" (1992)                                                                                 |
| 13. | "Two Steps Behind" [Electric Version]        | Elliott                                                 | 4.29   | |
| 14. | "Miss You in a Heartbeat" [Piano Version]    | Collen                                                  | 4.09   | Hidden track (pista oculta) |

## Personal
- Joe Elliott – voz principal y coros, guitarra acústica y piano
- Phil Collen – guitarras y coros
- Vivian Campbell – guitarras y coros
- Rick Savage – bajos
- Rick Allen – batería

### Músicos adicionales
- Michael Kamen – arreglos de cuerdas en "Two Steps Behind" (Versión acústica)
- Fiachna Ó Braonáin – silbato en "From the Inside"
- Peter O'Toole – mandolina en "From the Inside"

### Producción
- Def Leppard – productor
- Pete Woodroffe – ingeniero, mezcla
- Janfred Arendsen – ingeniero
- Albert Boekholt – ingeniero
- Giles Cowley – mezcla
- Freek Feenstra – ingeniero
- Nigel Green – ingeniero
- Steve McGaughlin – ingeniero
- Erwin Musper – ingeniero
- Nial O'Sullivan – mezcla
- Ronald Prent – ingeniero
- Robert Scovill – ingeniero
- Mike Shipley – ingeniero